# Kaczyna
Kaczyna is een dorp in de Poolse woiwodschap Klein-Polen. De plaats maakt deel uit van de gemeente Wadowice en telt 366 inwoners.